# ماریو سگال
ماریو آرنولد سگال (به انگلیسی: Mario Arnold Segale؛ ۳۰ آوریل ۱۹۳۴ – ۲۷ اکتبر ۲۰۱۸) یک تاجر و توسعه‌دهندهٔ املاک و مستغلات آمریکایی بود. وی از دههٔ ۱۹۵۰ میلادی در پروژه‌های گوناگون توسعه در منطقهٔ سیاتل مشارکت داشت. ماریو، شخصیت نمادین نینتندو، زمانی که سگال یک انبار را به نینتندو اجاره داده بود، به افتخار او نام‌گذاری شد.